# Satu
Satu ist ein weiblicher Vorname.

## Herkunft und Bedeutung
Der Name bedeutet im Finnischen Märchen/Fabel.

## Bekannte Namensträgerinnen
- Satu Hassi (* 1951), finnische Politikerin
- Satu Huotari (* 1967), finnische Eishockeyspielerin
- Satu Kunnas (* 1977), finnische Fußballspielerin
- Satu Mäkelä-Nummela (* 1970), finnische Sportschützin
- Satu Pöntiö (* 1973), finnische Biathletin
- Satu Rautiainen (* 1988), finnische Biathletin und Skilangläuferin
- Satu Silvo (* 1962), finnische Schauspielerin
- Satu Taskinen (* 1970), finnische Schriftstellerin